# Ariete
A C1 Ariete egy Olaszországban kifejlesztett és gyártott harckocsi, amelyet az olasz hadseregben 1995-ben állítottak szolgálatba.

## Fejlesztés, hadrendbe állítás
1982-ben az olasz hadsereg megfogalmazta igényét egy új harckocsi iránt, amellyel az addig szolgálatban lévő német Leopard 1 és amerikai M-60 Patton típusú harckocsijait kívánta leváltani. Feltételként szabták, hogy az új járművet Olaszországban kell terveztetni és építtetni, a 21. század jelentette új kihívásoknak megfelelően.
1984-re sikerült megfogalmazni az olasz hadsereg igényeit, így elkezdődhetett a tervezés. Még ebben az évben a hadsereg felkérte az Iveco, Fiat és Oto Melara cégek alkotta konzorciumot az új generációs harckocsi tervezésére és építésére. Az első prototípus 1986-ban készült el, mellyel a 450 nap alatt folytatott tesztek során 3000 darab lövedéket lőttek ki. 
A hiányosságok kiküszöbölése után az olasz hadsereg 1995-ben 200 darab Ariete harckocsit rendelt, melyek közül az első az év végén megérkezett a kijelölt alakulathoz. A mintegy 970 millió dollár értékű program végül 2002 elején fejeződött be.
Az első években jelentős hiányosságok mutatkoztak a páncélzat és a motor terén, azonban ezeket sikerült megoldani.

## Fegyverzet

### Harckocsiágyú
Az Ariete fő fegyverzetét egy 120 mm-es löveg képezi, amelyet elláttak hővédő köpennyel és füstelszívóval. A harckocsi összesen 42 töltetet képes szállítani, amelyből 15 a töltőben, 27 pedig a vezető melletti tárolóban helyezhető el. Az ágyú képes minden 120 mm-es, NATO-kompatibilis lövedék kilövésére (így az űrméret alatti páncéltörő lövedékeket is képes indítani).

### Másodlagos fegyverzet
A harckocsi másodlagos fegyverzetét két darab 7,62 mm-es géppuska alkotja, amelyből az egyik az ágyúval párhuzamosított, a másik pedig légvédelmi célokat szolgál és a torony tetejére van felszerelve (a géppuskákhoz összesen 2400 darab lőszer szállítható).

## Védelem
A törzs és a torony is hegesztett acélból készült, a harckocsi elejét, illetve a torony elejét és oldalait további páncéllemezekkel erősítették meg. A páncélzat összetétele szigorúan titkos. A személyzetet a Sekur SpA által fejlesztett NBC (nuclear, biological, Chemical) védelmi rendszer óvja a nukleáris, biológiai vagy kémiai támadásoktól. 
A torony mindkét oldalán 4-4 Galix 80 mm-es gránátvető található, melyek előrefelé képesek kilőni különböző típusú gránátokat (füstgránát, könnygáz-gránát, villanógránát). 

## Felszereltség, tűzvezetés

### Felszereltsége
Az Ariete felépítése hagyományosnak mondható: a vezető a harckocsi jobb elülső részében foglal helyet, vezetés közben három periszkóp (melyek közül a középső éjjellátó) segíti a munkáját. A parancsnok helye a torony jobb oldalán található. A panoráma periszkóp mellett egy monitorral is rendelkezik, melyre az irányzó hőképalkotó berendezésének képét lehet vetíteni. A töltő munkáját két periszkóp segíti, melyek közül az egyik előre, a másik balra néz.

### Tűzvezető rendszer
A harckocsi tűzvezető rendszerét a firenzei Galileo Avionica vállalat tervezte és készítette. E rendszer segítségével akár álló, akár mozgó célpontra való tüzelés is lehetséges (függetlenül a napszaktól).
A tűzvezető rendszer magában foglalja a parancsnok stabilizált, nappali/éjjellátó üzemmódban is alkalmazható panoráma periszkópot, az irányzó periszkópját (amely hőképalkotó üzemmóddal is rendelkezik), valamint egy digitális tűzvezető számítógépet és lézeres távolságmérőt.
A tűzvezető számítógép képes elemezni (a harckocsi meteorológiai szenzoraitól kapott információk alapján) a szél erősségétől kezdve a páratartalomig sok adatot, melyeket összevet a harckocsi adottságaival, a löveg állásával valamint a lövedék és célpont adataival, így növelve a lövés pontosságát. 

## Mozgékonyság
A harckocsi mozgékonyságát egy Fiat V-12 MTCA dízelmotor biztosítja, amely 937 KW - 1247 LE - teljesítmény leadására képes. Maximális sebessége 65 km/h, hatótávolsága pedig 550 km.

## Alkalmazó
- Olaszország: 200 darab.